# Свободный (Кочкуровский район)
Свободный — посёлок в составе Семилейского сельского поселения в Кочкуровском районе республики Мордовия.

## География
Находится на расстоянии примерно 10 километров по прямой на западо-юго-запад от районного центра села Кочкурово.

## Население
Постоянное население составляло 5 человек (русские 100 %) в 2002 году, 4 в 2010 году.